# 噶哈巫族
噶哈巫族（Kaxabu、Kahabu、Kahapu）為台灣平埔原住民、使用噶哈巫語。主要居住在台灣中部埔里盆地眉溪四庄（牛眠山、守城份、大湳、蜈蚣崙），在仁愛鄉南豐村、大同村、及霧社地區也有少數族人，目前仍保有族語及傳統文化，其語言噶哈巫語也被聯合國教科文組織認定為全世界瀕臨絕種的18種語言之一（歸為與巴宰語同語系）。

## 分布
噶哈巫族原本主要分布於大甲溪流域兩岸，相當於今日台中市境內的石岡區，新社區的社寮角、大湳、山頂、水底寮等地，主要部落為樸仔籬社（Aboan Poalij、又分許多小社）。現今的噶哈巫族聚落位於埔里西關刀山（页面存档备份，存于）下之眉溪兩岸四個村莊，（牛眠山、守城份、大湳、蜈蚣崙），

## 歷史

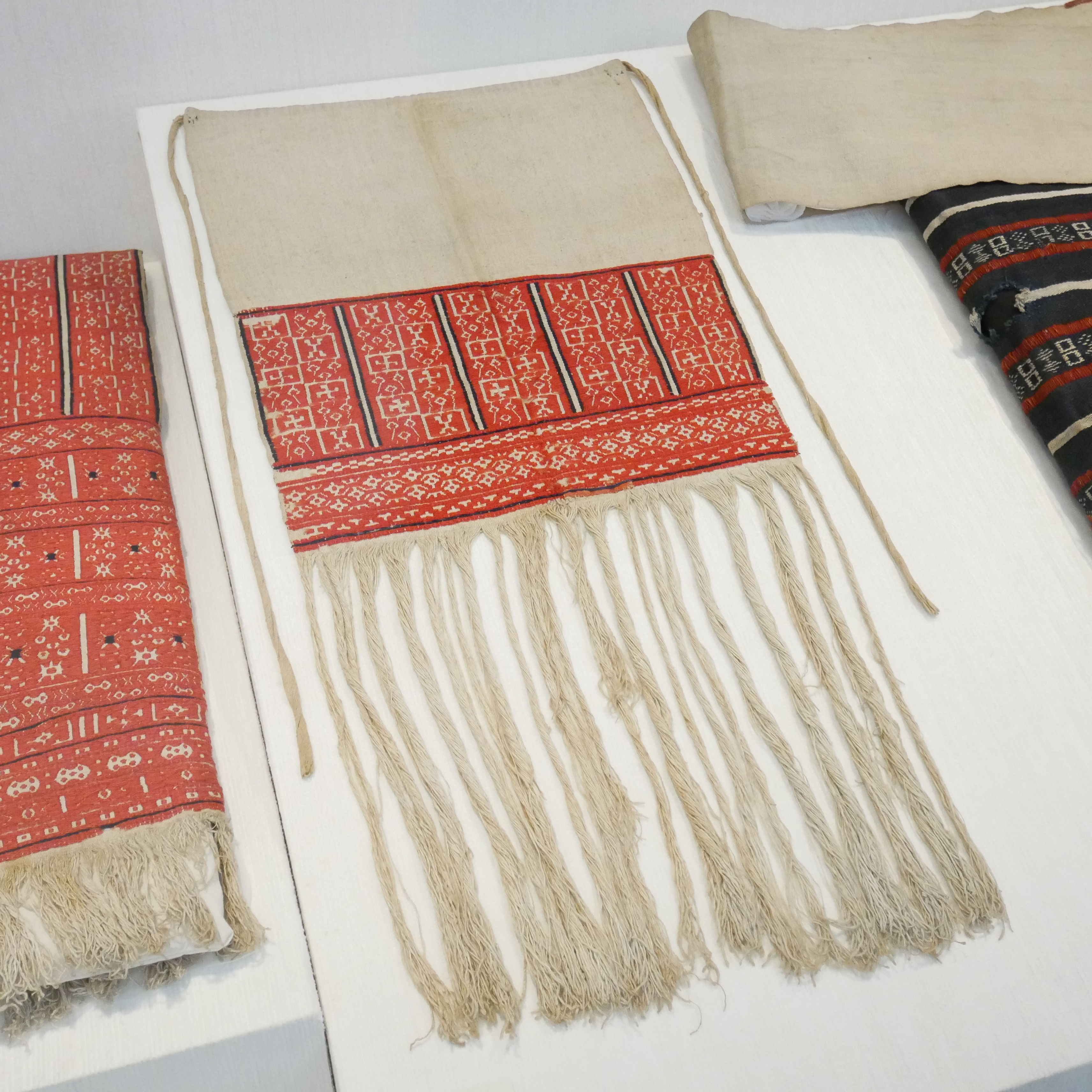
牛眠社（南投縣埔里鎮牛眠里）女用織花前遮布

大甲西社抗清事件，噶哈巫族協助道卡斯族及巴布拉族一起反抗清朝勢力，巴宰族則在清朝的協助下，征服中部平埔族，取代大肚王國，形成中部的新勢力。19世紀，原鄉土地遭受漢人侵佔騙取，及漢人帶來的傳染疾病，平埔族群無力抵抗，原鄉地區將不適合居住，是噶哈巫族遷徙的推力，在郭百年事件過後，平埔番親在邵族的引介下共同防守的拉力因素遷入南投埔里。

## 族群正名運動
噶哈巫族人在近年也發起正名運動，希望獲得官方承認。個別族群身份的認定，基本上可以直接去戶籍所在地的戶政事務所調閱日治時期所遺交下來的戶籍資料，在日治時期戶籍謄本上「種族」一欄有登錄種族別。「種族」一欄種族別依山地原住民、平地原住民、閩南人與客家人分別註記為：山地原住民註記為「生」（生蕃）、平地原住民註記為「熟」（為「熟蕃」，指平埔族）、福建祖籍的註記為「福」、廣東祖籍的註記為「粵」或「廣」。（目前噶哈巫族仍被學者認為是巴宰族的一支，但是噶哈巫族人很堅持自己是噶哈巫族，和巴宰族是不同的族群）

## 族群遷移

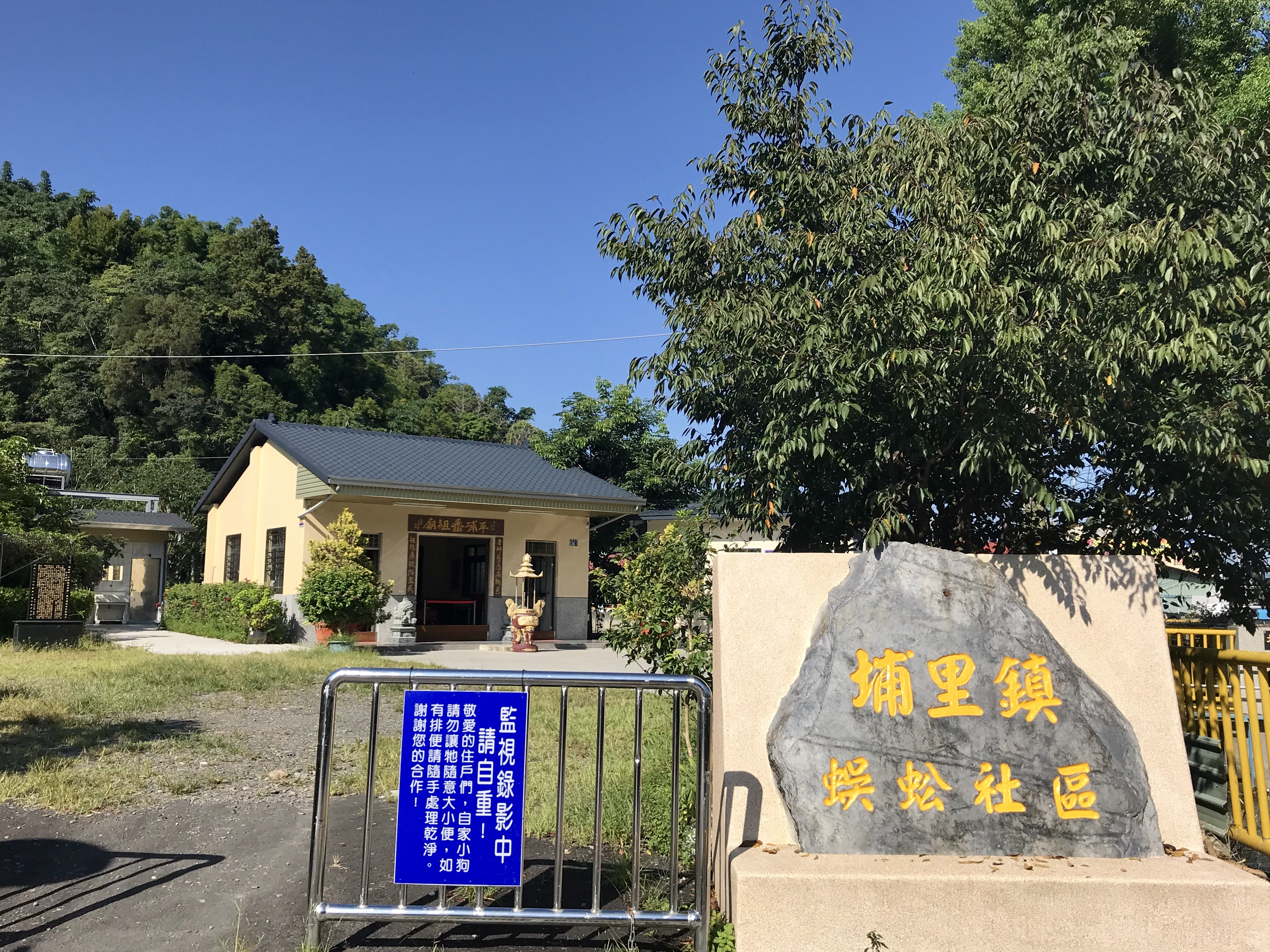
平埔番祖廟

噶哈巫族屬平埔族群其中一族。原樸仔籬社屬於噶哈巫族。最早荷蘭戶口表記載之Aboan Poalij，即為清代文獻記載的「樸仔籬社」，分佈於大甲溪河岸流域，在今之台中市東勢區、石岡區、新社區等地區。以地區分類而言，豐原以西為巴宰本族，以東五社(目前居住於眉溪流域旁之眉溪四庄（牛眠山（Baisia）、守城份（Suwanlukus）、大湳（Kalexut）、蜈蚣崙（Tauving））)則為噶哈巫族。眉溪四庄祖噶哈巫族先來自今台中市新社區大甲溪沿岸的台階地，居住地分別叫做「山頂社」、「大湳社」、「水底寮社」、「馬歷埔」等地。于清末道光三年（1823年）起因耕地狹小、生活不易、粵籍移民開墾逐漸逼近，而開始移民、陸續遷移到埔里盆地。落居在盆地東北角眉溪流域的南北岸，其聚落分別叫做「蜈蚣」、「大湳」、「守城」、「牛眠山」四個村庄，當時人俗稱「四庄番」。
噶哈巫族使用噶哈巫語因為族語及文化與巴宰族相近，故依據伊能嘉矩之分類仍把它歸為同一族。為了解決噶哈巫族和巴宰族的族名紛爭，賴貫一牧師希望以Abuan（阿霧安）這個名稱來整合二族。 至今會講噶哈巫語為眉溪四庄則為已故之潘郡乃先生之後裔潘永歷先生及其他噶哈巫長老。他甚至仍會唱噶哈巫古調"憶祖之歌"（aiyan; 哀煙）。巴宰語部份則為愛蘭地區已故的潘金玉女士，生前能流利使用巴宰語。

## 風俗文化
服飾

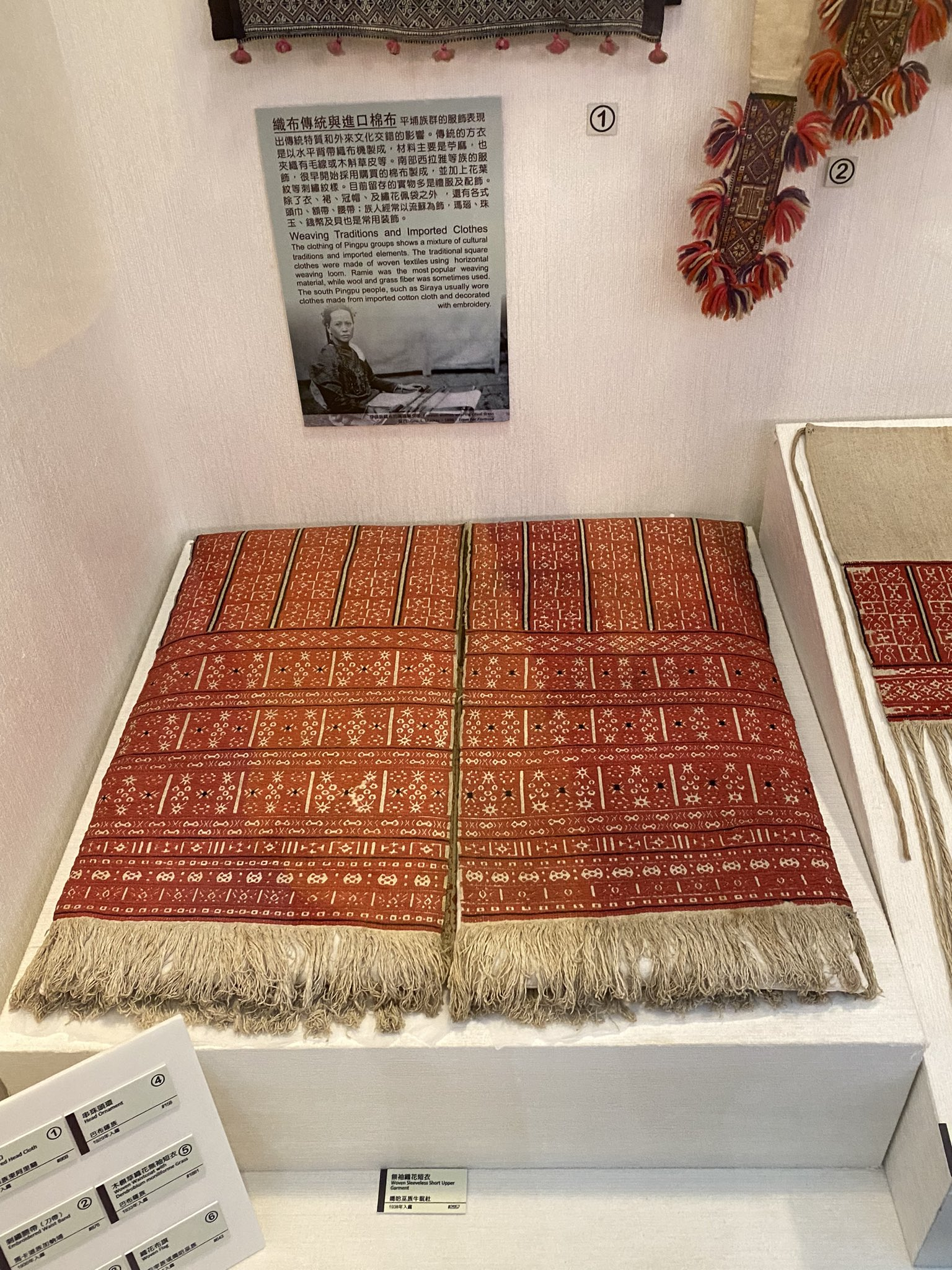
牛眠社（南投縣埔里鎮牛眠里）無袖織花短衣

噶哈巫族傳統服飾有紅、藍、白等顏色，大都使用菱形、直條等幾何圖形圖騰，顏色和圖案多變，台灣歷史博物館館藏的巴宰族文物中,其好漢旗（標旗）即是噶哈巫族最傳統的圖騰。
飲食
阿拉粿、酒、生肉醃漬、青苔及野菜採集。
音樂
風潮唱片所出的噶哈巫族音樂〈巴宰族（噶哈巫族）Ayan之歌〉，即是音樂學者吳榮順從四庄採集得到。
節慶

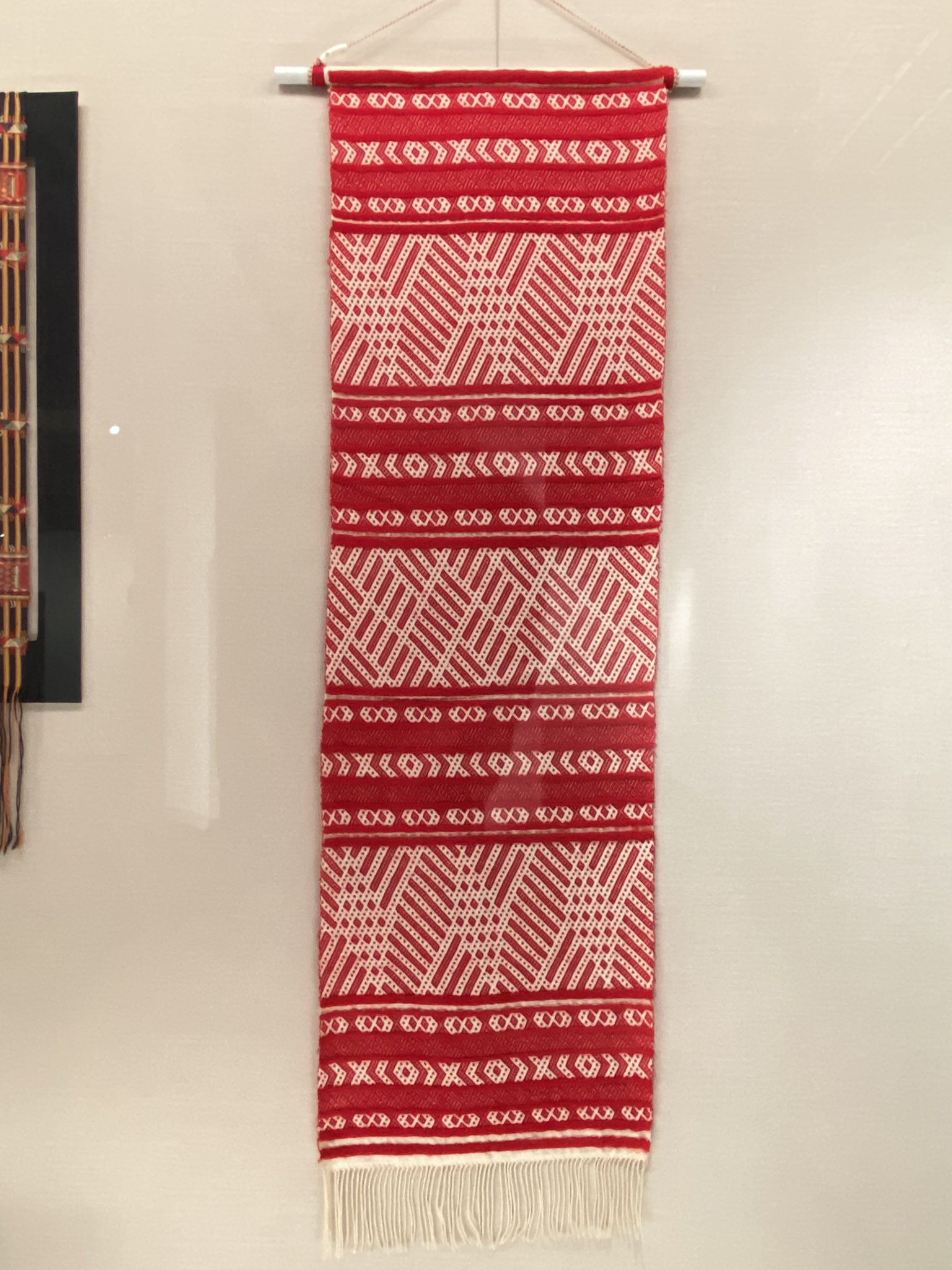
巴宰族或噶哈巫族走鏢旗(複製品)

噶哈巫人在岁末农田收割后举行「收获祭」和「祖灵祭」，后来逐渐演变成為噶哈巫過年，又稱為「番仔過年」（mu-raraw a razem）或「姓潘的人過年」為農曆十一月十五左右舉行，除製作傳統食物「阿拉粿」（tupalis yamadu/（mubuiak tupalis yamadu）為「製作阿拉粿」)外，也進行「牽田」（mahalit、族人在田间围火唱Ayan母语曲调歌谣)、「抓大魚」（tia kumuxay alaw）、「走標」（maazazuah）等之活動，以纪念祖先、祈祷平安，並凝聚族人感情。。
紋面
岸裏、掃栜、烏牛欄、阿里史、樸仔離番女繞唇胳皆刺之點，細細黛起，若塑像羅漢髭頭，共相稱美，又於文身之外，別為一種。
埔里番祖廟（又稱番太祖廟）
位於今眉溪四庄的「蜈蚣崙」，為噶哈巫族最初移入之地。眉溪四庄四個聚落都一同信仰著番祖廟的主神「番太祖」，是噶哈巫族的戰神和守護神。傳說中早期部落若與高山族有衝突，番太祖便會顯靈手持番刀擊退外來侵襲以保衛葛哈巫族。族人為了感念番太祖，便請漢人雕刻師傅來雕塑祂的神像。
據暨南國際大學的人類學教授黃美英說明，以往早期眉溪四庄都各自有其信仰與供奉場所，但只有番太祖有雕成神像，並以擲杯來決定每年的爐主。由於噶哈巫族沒有建廟的傳統，因此番太祖早期是沒有固定的祭拜場所。
直到2014年年初，接連有族人夢到「番太祖」建廟請託，於是開會討論後決定募款建廟，最終番祖廟於2014年7月開工，並於2015年的1月入火安座。
番太祖的神像在雕刻上形體與平埔族相似，濃眉大眼、戴著耳環、手持番刀與長矛，但服飾上穿著的是清朝官服，有可能與漢族雕刻師有關，賦予祖先形象神格化後，再賦予官銜的形體。。

## 外部連結
- 噶哈巫語（政大原住民研究中心）
- 噶哈巫 KAXABU（页面存档备份，存于）
- 噶哈巫的故事 - Yahoo!奇摩部落格
- Taiwan aborigines（页面存档备份，存于）
- 仁愛鄉部落資訊網站
- 中央研究院平埔文化資訊網
- 中央研究院語言學研究所
- 南投縣噶哈巫文教協會（页面存档备份，存于）
- 埔里四庄番-噶哈巫族的Facebook專頁
- YouTube上的噶哈巫與巴宰族之差異
- YouTube上的找回巴宰語
- YouTube上的牛眠山的噶哈巫
- Kaxabu Muwalak Misa A Ahan Bizu 噶哈巫語分類辭典 線上版 （页面存档备份，存于）